# MA² - Metzger et Associés Architecture

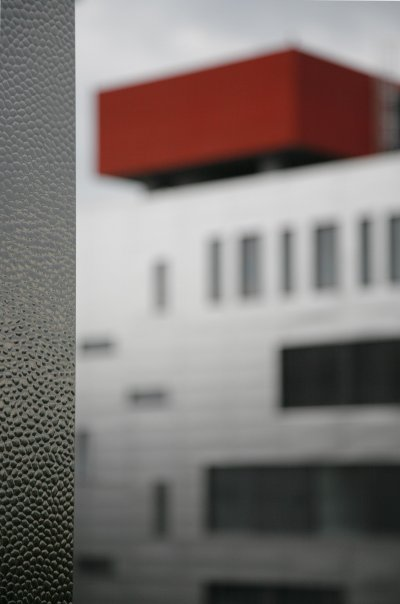
MA² - Metzger et Associés Architecture

MA² - Metzger et Associés Architecture est un atelier d'architecture fondé en 1983 par l'architecte bruxellois Francis Metzger. L'atelier MA² s'inscrit comme l'un des principaux protagonistes des projets de restauration de bâtiments remarquables en Belgique mais s'est également illustré grâce à des projets de constructions contemporaines.

## L'atelier
L'ensemble des projets de 1983 à 2001 ont été réalisés en association avec Luc Deleuze dans le cadre de leur atelier d’architecture DMA (Deleuze, Metzger et Associés). À la suite du départ de Deleuze, l'atelier sera renommé en 2001, MA². Au fil de ses projets, l'agence d'architecture MA² a développé une méthodologie de restauration de bâtiments anciens et remarquables, souvent classés. L'architecte belge Francis Metzger, fondateur et responsable de MA², explique qu'il nous appartient de compléter une œuvre avec cohérence et résonance. La philosophie de rénovation de l'atelier a d'ailleurs été couronnée trois fois par le Prix du patrimoine culturel de l'Union européenne - Concours Europa Nostra. Concours qui encourage la qualité et le savoir-faire dans la préservation du patrimoine culturel. Ainsi que par le Prix spécial du Jury dans le cadre du Prix européen d’intervention sur le patrimoine architectural 2019 pour la Maison Saint-Cyr. De nombreux projets de restauration de l'atelier d'architecture concernent des édifices de style Art nouveau et Art déco. Le bureau d'architecture se partage, environ, 60 % de projets de restauration et 40 % de construction contemporaine. MA² présente des projets de bâtiments publics qui sont, pour la plupart des chantiers obtenus, via concours, mais également des projets pour le secteur privé. Parmi les membres de l'atelier MA², on peut mentionner entre autres l'architecte brésilienne Carmen Azevedo, Céline De Vinck, Adbo Khouri, Monica Marteaux, Ophélie Daumerie, Kendy Clinckx ou encore le conférencier et historien Carlo Chapelle.

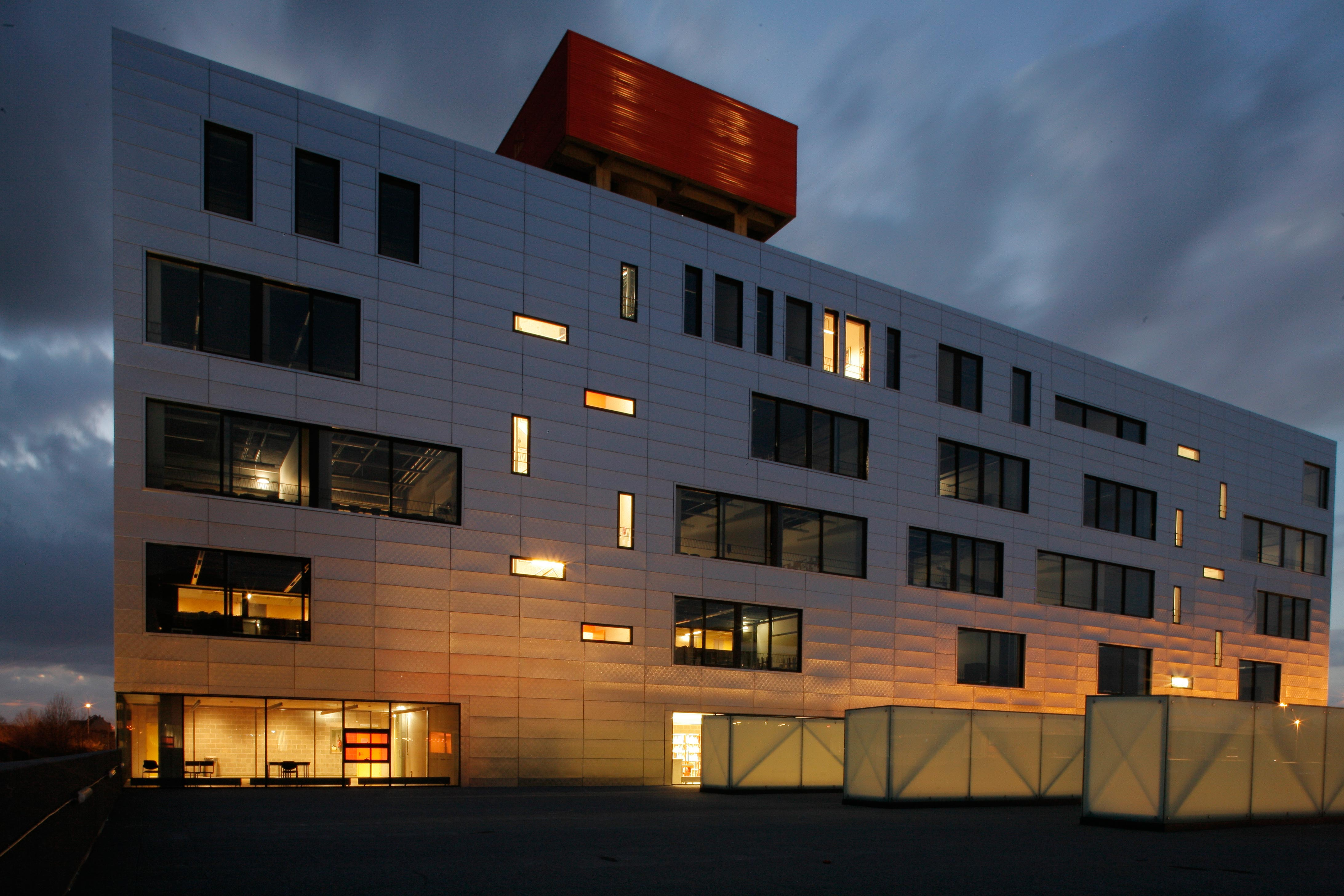
Projet de l'Hôpital Erasme par MA²

## Œuvres contemporaines
- Les bâtiments HELB - ULB au Campus Duden. L'atelier MA² a reçu la demande d'une extension pour cette école en relations publiques[4]. Le bureau d'architecture a su créer, au moyen de détails d’aménagements, une ponctuation architecturale tout au long du parcours et la cohérence de l’ensemble du nouveau campus[5].
- 2001 : Le théâtre de La Balsamine à Schaerbeek. Projet qui fut récompensé du prix d’architecture à la Biennale du Costa Rica.
- 2003 : Le complexe Kinétix. En 2003, MA² s'associe momentanément au bureau 3A Architectes, dirigé par l'architecte Fréderic Huwaert, afin de construire un complexe sportif et contemporain à Bruxelles. Le projet pour ce centre fitness urbain est un cube de verre formant un grand volume translucide, posé sur un sol de granit noir. La conception du bâtiment optimise l'entrée de lumière et se veut résolument innovant pour un complexe sportif bruxellois. À côté des salles omnisports, le projet comprend également des logements[6],[7].
- Aménagement contemporain d'une maison renaissance flamande rue de la Glacière (Eiffage Benelux).
- Extension de l'Hôpital Erasme à Anderlecht.

## Restaurations

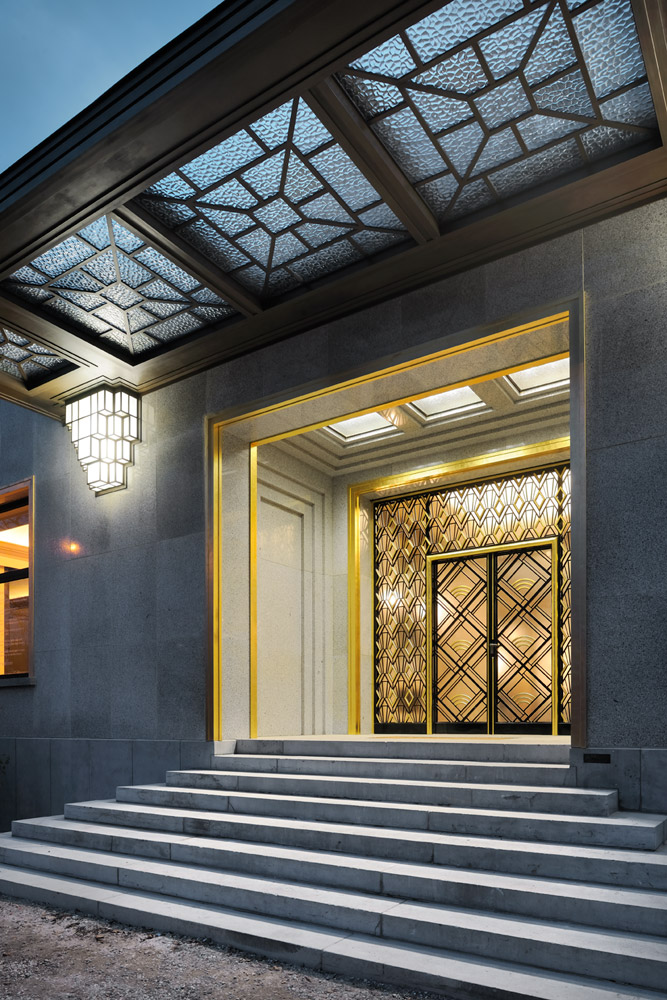
La Villa Empain en 2012, après restauration.

MA² est un bureau d'architecture  novation mais également de rénovation. Francis Metzger, responsable du bureau, explique son souhait « À partir de rien ou de fragments existants, tenter de (re)constituer un tout cohérent, (ré)inventer une histoire homogène… » L'architecte explique également, métaphoriquement, le rôle de ses projets de rénovation « à partir de l'os - le fragment - reconstituer l'organisme ». L'atelier MA² a réalisé la restauration de plusieurs beaux édifices Art nouveau de la Région Bruxelles-Capitale.
- 1995 : Institut de Sociologie ou Bibliothèque Solvay. Projet réalisé en collaboration avec Luc Deleuze (DMA).
- 1999 : Maison Delune (œuvre d'Ernest Delune)[10].
- 2003 : Restauration de l'Église Notre-Dame de Laeken. À la suite de l'appel à candidature de la Région de Bruxelles-Capitale, le bureau d'architecture MA² est chargé de la rénovation du colossal bâtiment néo-gothique. Afin de remettre cette œuvre de Joseph Poelaert à neuf, l'atelier entreprend une restauration des armatures en fonte et le nettoyage des pierre blanches françaises[11]. Des travaux de stabilité et de toiture ont également été faits. Le budget de la restauration complète du bâtiment, datant du milieu du XIXe siècle, serait de 25 millions d'euros[12].
- Restauration de la Maison Autrique. Œuvre de Victor Horta, la Maison Autrique, bâtie en 1893, est classé aux Monuments et Sites depuis 1976. C'est à la suite de la décision de l'échevin de l'urbanisme Bernard Clerfayt « de valoriser un élément majeur du patrimoine schaerbeekois », que la restauration est confiée à "Maison Autrique ASBL", composé entre autres de François Schuiten, Benoit Peeters et de l'architecte Francis Metzger[13]. La restauration du bureau d'architecture MA² a permis une restitution du monument dans son état d'origine[14].
- Église Saint-Servais[15].
- 2008 : Modernisation de la Gare centrale. En 2008, le réaménagement du passage souterrain entre la gare de « Bruxelles-Central » et le métro « Gare Centrale » fait l'objet d'un concours, remporté par MA2[16]. La rénovation/extension contemporaine d'une réalisation de Victor Horta s’est appuyée sur un colossal puits de lumière. La remise en pristin état et l’accroissement d’une enceinte, afin de mieux répondre aux besoins contemporains de la gare (150.000 voyageurs) ont séduit le jury de Quartier des Arts[17].
- 2006 : Villa Empain. En 2006, l'architecte Francis Metzger et ses associés furent chargés de la restauration à l'identique de la Villa Empain, avenue Franklin Roosevelt no 67[18]. Le bureau MA² a entrepris la rénovation de ce monument Art déco bâti en 1934 d'après les plans de l'architecte Michel Polak[19]. En 2007, la Fondation Boghossian fait l'acquisition de la Villa Empain en vue d'y installer un "Centre de dialogue entre les cultures d'Orient et d'Occident"[20]. La Fondation Mis à part la restauration entière de cette œuvre du XXe siècle, la mission des architectes comprenait l'adaptation de ce lieu à sa nouvelle affectation muséale[21].
- 2007 : Rénovation de deux maisons de maitre d'Ernest Blerot, à Ixelles[22].
- 2009 : Château du Karreveld[23]
- 2010 : Hôtel Astoria : En 2010, l'atelier MA² s'attèle au projet de restauration et extension du prestigieux Hôtel Astoria (œuvre de Henri van Dievoet, petit-neveu de l'architecte Joseph Poelaert), avec la collaboration de l'architecte brésilienne Carmen Azevedo. Le cheikh Mohammed El-Khereiji et Global Hotels & Resorts veulent offrir à la ville de Bruxelles le plus select des cinq étoiles[24]. Le bureau d'architecture prévoit pour la rénovation de ce bâtiment de 1910 une façade mobile pour catapulter l'Astoria dans le XXIe siècle[25]. La ligne directrice du projet et de prolonger la façade néo-classique par cinq travées verticales[26]. Un projet estimé à plus de 40 millions d'euros[24].
- 2011 : Moulin du Nekkersgat
- 2012 : Maison Dewin. Rénovation de la maison personnelle de l’architecte Jean-Baptiste Dewin (1873-1948), située avenue Molière 151 à Forest.

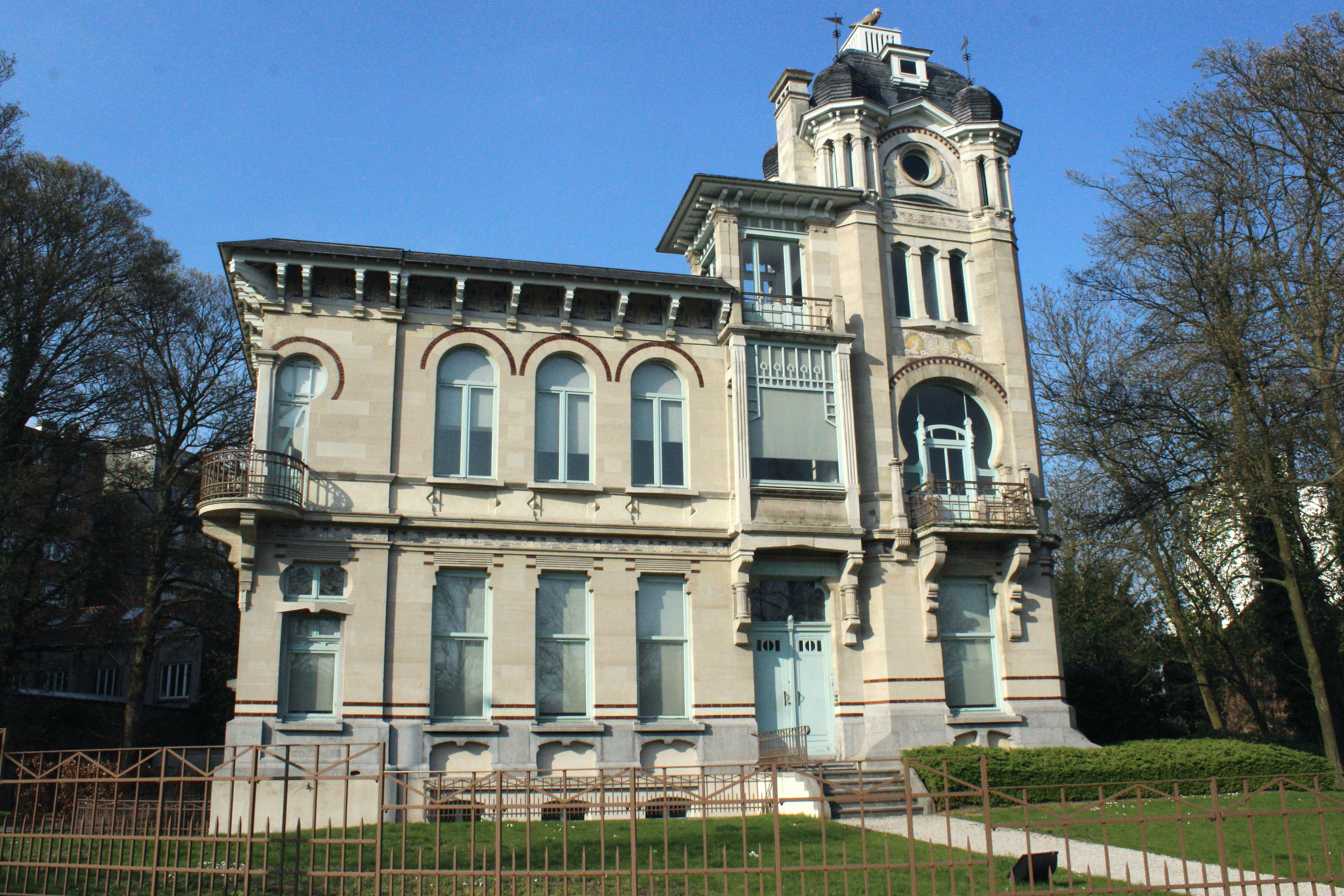
La maison Delune.

- 2013 : Aegidium. En mai 2013, la société Edificio confie à l’atelier d’architecture MA² la mission de rénovation et restauration de l’édifice[27].
- 2014 : Le bureau MA² travaille actuellement sur une étude concernant une possible mutation du Palais de Justice[28], autre œuvre de Joseph Poelaert.

## Concours
- 2005 : Résidence Palace, siège du conseil européen
- 2011 : Musée Juif de Belgique
- New Bordet
- Rue du Sceptre